# Paweł Secygniowski
Paweł Secygniowski herbu Jelita (zm. w 1568 roku) – dworzanin królewski, wojski krakowski w latach 1566-1568, rotmistrz jazdy obrony potocznej od 1552 roku.
Poseł na sejm lubelski 1566 roku z województwa krakowskiego.